# Дакота-Сіті (Небраска)
Дакота-Сіті (англ. Dakota City) — місто (англ. city) в США, в окрузі Дакота штату Небраска. Населення — 2081 особа (2020).

## Географія
Дакота-Сіті розташована за координатами 42°25′0″ пн. ш. 96°25′5″ зх. д. / 42.41667° пн. ш. 96.41806° зх. д. (42.416670, -96.417959).  За даними Бюро перепису населення США в 2010 році місто мало площу 3,12 км², з яких 2,81 км² — суходіл та 0,31 км² — водойми. В 2017 році площа становила 4,04 км², з яких 3,73 км² — суходіл та 0,31 км² — водойми.

## Демографія
Згідно з переписом 2010 року, у місті мешкало 1919 осіб у 637 домогосподарствах у складі 464 родин. Густота населення становила 615 осіб/км².  Було 657 помешкань (211/км²).
Расовий склад населення:
| - 82,4 % — білих - 4,5 % — азіатів - 1,9 % — корінних американців - 0,8 % — чорних або афроамериканців - 8,3 % — осіб інших рас |

До двох чи більше рас належало 2,1 %. Частка іспаномовних становила 29,3 % від усіх жителів.
За віковим діапазоном населення розподілялося таким чином: 29,3 % — особи молодші 18 років, 60,9 % — особи у віці 18—64 років, 9,8 % — особи у віці 65 років та старші. Медіана віку мешканця становила 34,6 року. На 100 осіб жіночої статі у місті припадало 104,6 чоловіків;  на 100 жінок у віці від 18 років та старших — 112,0 чоловіків також старших 18 років.
Середній дохід на одне домашнє господарство  становив 66 743 долари США (медіана — 56 711), а середній дохід на одну сім'ю — 70 982 долари (медіана — 64 315). Медіана доходів становила 40 030 доларів для чоловіків та 30 152 долари для жінок. За межею бідності перебувало 15,2 % осіб, у тому числі 23,7 % дітей у віці до 18 років та 5,8 % осіб у віці 65 років та старших.
Цивільне працевлаштоване населення становило 1089 осіб. Основні галузі зайнятості: виробництво — 30,3 %, освіта, охорона здоров'я та соціальна допомога — 14,8 %, роздрібна торгівля — 10,6 %, науковці, спеціалісти, менеджери — 8,1 %.